# 大多数
大多数（英語：Nobody），是中国游戏公司有光游戏制作、热脉游戏发行的模拟生存游戏。該作于2022年11月17日在Steam發佈搶先體驗版，于11月18日遊戲下架。

## 故事背景
《大多数》的背景设定在现实生活，玩家角色的父亲因为狂喝烂赌，背负着一万元赌债不告而别，留下身体不好的母亲和还在读书的妹妹，玩家只能扛起家庭责任，独自出门到大城市打工赚钱还债。玩家需要在一个月内，在养活自己的同时凑齐一万元来还债。游戏还原健康、情绪等状态，尽可能展现“打工人”的工作与生活状况，如玩家可能会在体力劳动中误受轻伤，可能因露宿街头而生病感冒。各种意想不到的随机事件也会影响到你的生活，而玩家必须竭尽全力地活下去。

## 游戏系统
游戏中，玩家固定在早晨7点起床，玩家需要规划时间，选择赚钱路径和磨练自身的能力。玩家有体质、智力、敏捷、心智四个属性，属性影响人物平时行动的各项数值和后续能够解锁的职业，其中体质能增加负重和伤病恢复能力；智力会提升工作经验的获取速度；敏捷能提升移动速度和跑步距离；心智会提升情绪的恢复速度。玩家在工作时需要进行相对独立的小游戏，如工地搬砖时需考虑如何将砖头分配到相应的吊机上，担任小区保安时需要判断NPC的真实身份，随着游玩时间的增加，会提升相应的能力属性和工作熟练度。游戏前期有网吧管理、五金学徒、装扮玩偶、外卖配送、洗车养护等工作，中期可通过学习考试获得汽修工、会计、厨师等高阶职业。到了后期进行网店经营、餐厅经营等工作时，则不再操作单一角色，而是需要玩家雇人来共同打理店铺。
玩家有饥饿度、情绪值的系统，在情绪值高时行动速度、工作经验和夜班收入会得到加成；情绪值低下时会导致工作心不在焉进而扣掉许多基础工资，而玩家在进行工作时会降低饥饿度和情绪值。玩家可通过娱乐活动（如娃娃机、五子棋、飞镖、麻将、套圈、篮球、广场舞、上网、酒吧摇色子等小游戏）来恢复情绪值。玩家可通过进食来恢复饥饿度，使用部分食品还可恢复情绪值，不过如果连续使用则会降低情绪值恢复效果。玩家在前期通过任务对话与他人建立关系，之后可以通过手机聊天、赠送礼物提升好感度。如果对方是异性的话，好感度提升到一定阶段会有约会及确定恋爱关系的选项，确定恋爱关系后，她就会成为玩家的伙伴，可以解锁更多的行为选项。
游戏分为三种模式：剧情模式、挑战模式、沙盒模式。剧情模式中，玩家需要在30天内体验一则人物故事，玩家所做的不同决定，也将决定主角的不同命运，该模式没有如恋爱、买房买车、后期工作等游戏系统。挑战模式中，玩家要扮演几位怀揣不同梦想的角色前往城市打拼，不同的人物背景使得他们拥有特殊的需求及限制，角色达成人生目标，可以为沙盒模式解锁新的角色特质。沙盒模式中，集结了全部游戏内容，拥有更高的自由度，没有时间限制。

## 发行和下架
2021年12月，游戏登陆Steam商店，游戏官方公布游戏的宣传片。2022年2月，游戏官方宣布参加Steam新品节活动，游戏将于2月21日到3月1日上线免费试玩Demo，玩家能体验游戏故事模式的开端部分内容。3月18日，游戏达成Steam平台66万愿望单的成绩后，游戏开启第二轮免费试玩，时间为3月18日至3月28日，玩家能试玩解锁第一章内容。7月29日，游戏官方发布新预告片，并宣布游戏将于今年秋季正式发售。10月17日，游戏官方宣布，由于受到罕见自然灾害的影响和修改内测中发现的BUG，游戏延迟到十一月中旬发售。10月24日，游戏官方宣布将于11月17日在Steam平台上线抢先体验版。
2022年11月17日，游戏在Steam平台发售抢先体验版，发售后最高同时在线人数为82511。发售后Steam页面评价为“褒贬不一”，好评率61%，好评观点认为：该作的配音和画风优秀，作为一款生活模拟游戏来看质量上乘；差评观点认为，该作内容较少，游戏体验单调，人物和机制设定上脱离现实，导致难度失衡玩起来不好，小游戏手感较差。11月18日，游戏官方宣布，因“部分老版本Windows无法运行游戏”，为保护玩家权益，已关闭Steam购买通道，并加紧修复问题，无法进入游戏的玩家可通过Steam通道退款。随后，游戏的官方微博头像变成空白，名字变成了数字编号，微博简介认证消失，游戏的微信官方超话、百度百科词条关闭，官方QQ群和Discord群組解散。游戏B站官方账号“有光游戏”在11月18日下架公告后没有再发布过游戏动态。由于此时正值反对动态清零政策的抗议活动在中国大陆爆发，引发游戏因在敏感时间点上架而遭审查下架的猜测。
12月28日，Steam平台出现了一款名为《九霄大陆》的游戏，游戏的介绍和截图与《大多数》除名称外一模一样。12月30日，游戏官方微博发布声明，Steam售卖的《九霄大陆》是盗版游戏，是《大多数》游戏的破解版本，公司将采取法律诉讼等一切必要的法律手段，以维护公司的合法权益。目前该游戏已无法搜索并购买。